# Општина Мика (Муреш)
Мика (рум. Mica) општина је у Румунији у округу Муреш.
Oпштина се налази на надморској висини од 292 m.